# Софрониево
Софрониево (болг. Софрониево) — село в Болгарии. Находится в Врачанской области, входит в общину Мизия. Население составляет 1 400 человек.

## Политическая ситуация
В местном кметстве Софрониево, в состав которого входит Софрониево, должность кмета (старосты) исполняет Александр  Николов Иванов (партия АТАКА) по результатам выборов правления кметства.
Кмет (мэр) общины Мизия — Виолин Иванов Крушовенски (Национальное движение «Симеон Второй» (НДСВ)) по результатам выборов в правление общины.